# Куэйсон-Сэки, Алекс
Алекс Куэйсон-Сэки (англ. Alex Quaison-Sackey) (9 августа 1924, Виннеба — 28 декабря 1992, Аккра) - ганский дипломат, министр иностранных дел (1965—1966).
Образование получил в Великобритании — в Эксетерском колледже Оксфордского университета и Лондонской школе экономики. Он был первым послом Ганы в Организации Объединённых Наций с 1959 по 1965 год. С 1964 по 1965 год занимал пост Председателя Генеральной Ассамблеи ООН, став первым африканцем занявшим эту должность. В это же время, Куасон-Саке был также послом Ганы на Кубе (1961—1965 гг) и в Мексике (1962—1964 гг). В 1965 году он стал министром иностранных дел Ганы, но пробыл на этом посту всего несколько месяцев, когда в феврале 1966 года было свергнуто правительство Кваме Нкрумы.
Женат, имел пятерых детей.